# Gill (cràter)
|  | Per a altres significats, vegeu «Gill (cràter marcià)». |

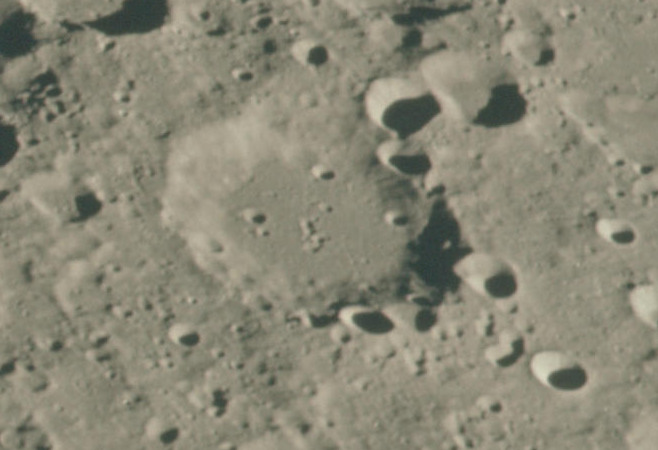
Fotografia de la missió Apol·lo 15

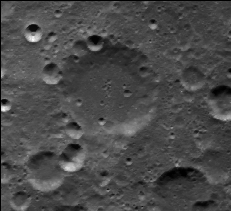
Fotografia de la missió Clementine (1994)

Gill és un cràter d'impacte situat prop de l'extremitat sud-est de la Lluna. A causa de la seva proximitat al límit lunar observable des de la Terra, aquest cràter apareix en un pronunciat escorç i pot arribar a quedar ocult a la vista a causa de la libració. El cràter es troba al sud-oest de la irregular Mare Australe, i al sud-est del cràter prominent Pontécoulant. Al sud-oest de Gill es troba el cràter Helmholtz.
Es tracta d'una formació antiga, erosionada i amb una vora exterior que és desigual degut a una història d'impactes successius. Un parell de petits cràters units entre si es troben en la vora nord. Gill A envaeix lleugerament la vora exterior occidental del cràter principal. El sòl interior és relativament pla, i es caracteritza per mostrar les marques de diversos cràters.
El 10 de juny de 2009, el orbitador lunar japonès SELENE es va estavellar deliberadament en la superfície de la Lluna al sud-est de Gill, al costat del cràter satèl·lit Gill D. El lloc de l'impacte es trobava en les coordenades selenogràfiques 63° 30′ S, 80° 24′ E / 63.5°S,80.4°E 63° 30′ S, 80° 24′ E / 63.5°S,80.4°E / 63° 30′ S, 80° 24′ E / 63.5°S,80.4°E, 63° 30′ S, 80° 24′ E / 63.5°S,80.4°E (Impacte nau SELENE).63° 30′ S, 80° 24′ E / 63.5°S,80.4°E La resplendor de l'impacte es va observar amb èxit des del Mount Abu Observatory en Guru Shikhar, Índia, i pel Anglo-Australian Telescope.

## Cráteres satélite
Per convenció aquestos elements són identificats als mapes lunars ficant la lletra al costat del punt central del cràter que està més a prop de Gill.
|      | \| Gill \| Coordenades \| Diàmetre \| \| ---- \| -------------------------------------- \| -------- \| \| A \| 63° 26′ S, 73° 15′ E / 63.43°S,73.25°E \| 13,6 km \| \| B \| 61° 49′ S, 70° 28′ E / 61.82°S,70.46°E \| 30,1 km \| \| C \| 62° 25′ S, 67° 50′ E / 62.42°S,67.83°E \| 32,6 km \| \| D \| 63° 29′ S, 79° 58′ E / 63.49°S,79.97°E \| 16,0 km \| \| E \| 63° 20′ S, 70° 29′ E / 63.33°S,70.48°E \| 14,0 km \| \| F \| 63° 57′ S, 65° 39′ E / 63.95°S,65.65°E \| 24,6 km \| \| G \| 63° 37′ S, 68° 47′ E / 63.62°S,68.79°E \| 35,3 km \| \| H \| 64° 05′ S, 70° 59′ E / 64.08°S,70.98°E \| 8,6 km \| |          |
| Gill | Coordenades | Diàmetre |
| A    | 63° 26′ S, 73° 15′ E / 63.43°S,73.25°E | 13,6 km  |
| B    | 61° 49′ S, 70° 28′ E / 61.82°S,70.46°E | 30,1 km  |
| C    | 62° 25′ S, 67° 50′ E / 62.42°S,67.83°E | 32,6 km  |
| D    | 63° 29′ S, 79° 58′ E / 63.49°S,79.97°E | 16,0 km  |
| E    | 63° 20′ S, 70° 29′ E / 63.33°S,70.48°E | 14,0 km  |
| F    | 63° 57′ S, 65° 39′ E / 63.95°S,65.65°E | 24,6 km  |
| G    | 63° 37′ S, 68° 47′ E / 63.62°S,68.79°E | 35,3 km  |
| H    | 64° 05′ S, 70° 59′ E / 64.08°S,70.98°E | 8,6 km   |

### Altres referències
- (WGPSN), IAU Working Group for Planetary System Nomenclature. «Gazetteer of Planetary Nomenclature. 1:1 Million-Scale Maps of the Moon» (en anglès).  UAI / USGS, 13-02-2013. [Consulta: 6 abril 2016].
- Andersson, L. E.; Whitaker, E. A.,. NASA Catalogue of Lunar Nomenclature (en anglès).  NASA RP-1097, 1982.
- Blue, Jennifer. «Gazetteer of Planetary Nomenclature» (en anglès).  USGS, 25-07-2007. [Consulta: 2 gener 2012].
- Bussey, B.; Spudis, P.. The Clementine Atlas of the Moon (en anglès).  Nueva York: Cambridge University Press, 2004. ISBN 0-521-81528-2.
- Cocks, Elijah E.; Cocks, Josiah C.. Who's Who on the Moon: A Biographical Dictionary of Lunar Nomenclature (en anglès).  Tudor Publishers, 1995. ISBN 0-936389-27-3.
- McDowell, Jonathan. «Lunar Nomenclature» (en anglès).   Jonathan's Space Report, 15-07-2007. [Consulta: 2 gener 2012].
- Menzel, D. H.; Minnaert, M.; Levin, B.; Dollfus, A.; Bell, B. «Report on Lunar Nomenclature by The Working Group of Commission 17 of the IAU» (en anglès). Space Science Reviews, 12, 1971, pàg. 136.
- Moore, Patrick. On the Moon (en anglès).  Sterling Publishing Co, 2001. ISBN 0-304-35469-4.
- Price, Fred W. The Moon Observer's Handbook (en anglès).  Cambridge University Press, 1988. ISBN 0521335000.
- Rükl, Antonín. Atlas of the Moon (en anglès).  Kalmbach Books, 1990. ISBN 0-913135-17-8.
- Webb, Rev. T. W.. Celestial Objects for Common Telescopes, 6ª edición revisada (en anglès).  Dover, 1962. ISBN 0-486-20917-2.
- Whitaker, Ewen A. Mapping and Naming the Moon (en anglès).  Cambridge University Press, 2003. 978-0-521-54414-6.
- Wlasuk, Peter T. Observing the Moon (en anglès).  Springer, 2000. ISBN 1-85233-193-3.